# 松尾臣善
松尾 臣善（1843年3月6日—1916年4月7日），擔任大藏省理財局長等職務後、擔任第6代日本銀行總裁。兵庫縣出身。次女<乕>為北里柴三郎之妻。

## 生平
松尾臣善出生於日本兵库县。1900年，擔任財務省主要閣僚。 從1903年10月20日至1911年6月1日擔任日本銀行總裁。 任期中，致力於進行貨幣供給通暢以解決通貨膨脹的問題。 於1904年，召集35家商業銀行主管，由日本銀行提供優惠貸款條件。

## 外部連結
- 第6代総裁：松尾臣善 （页面存档备份，存于） - 日本銀行
- 国立国会図書館 憲政資料室 松尾家文書（松尾臣善）（ＭＦ：財務総合政策研究所財政史室蔵）